# Francisco de Aguilar (Politiker)

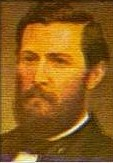
Francisco de Aguilar

Francisco de Aguilar (* 1810; † nach 1858) war vom  27. August bis 21. September 1839 im Regierungskabinett Mónico Bueso Soto der Regierung von Honduras.

## Leben
1838 bis 1839 war Francisco de Aguilar Delegierter in einer verfassungsgebenden Versammlung, welche am 7. Oktober 1838 zusammengetreten war, für das Departamento Comayagua. In dieser verfassungsgebenden Versammlung war er Sekretär.
Vom August 1839 bis Januar 1840 war Francisco de Aguilar Finanzminister.
Die Truppen von General José de la Trinidad Francisco Cabañas Fiallos hatten 1839 den Regierungssitz Comayagua besetzt.
Francisco de Aguilar war Mitglied der Kommission, welche das Amt des Supremo Directors, wie der Staatschef bis 1848 bezeichnet wurde, an José Francisco Zelaya y Ayes in Juticalpa vergab.
Am 4. Februar 1848 wurde er vorsitzender Richter am Corte Superior de Justicia in Comayagua.
Von 1853 bis 1855 war Francisco de Aguilar Abgeordneter für Comayagua
Im Dezember 1855 ernannte ihn der stellvertretende Präsident José Santiago Bueso Soto zum geschäftsführenden Präsidenten, als dieser das Parlament auflöste.
Im am 11. Februar 1856 neu zusammengetretenen Parlament erhielt er keine absolute Mehrheit, wie dies der Artikel 38 der Verfassung von 1848 vorsah, weshalb General Santos Guardiola Präsident wurde, welcher sich José María Lazo als seinen Stellvertreter ernannte.
In seinem Regierungskabinett war José Meza Ministro General.
1858 war er wieder vorsitzender Richter am obersten Gericht.